# Герлах II фон Изенбург-Коберн
Герлах II фон Изенбург-Коберн (на немски: Gerlach II von Isenburg-Kobern; † 15 април 1235) от фамилията Изенберг е господар на Изенбург-Коберн.
Той е син на Герлах I фон Изенбург-Коберн († сл. 1209) и съпругата му фон Коберн (Коферн). Внук е на Герлах фон Изенбург († 1167) и втората му съпруга фон Лайнинген.
Господарите на Изенбург-Коберн притежават замъка Коберн до средата на 14 век.

## Фамилия
Герлах II се жени за Юта († 9 юли 1253). Те имат децата:
- Хайнрих II фон Коберн († сл. 1269), женен пр. май 1235 г. за Мехтилда († сл. 1269)
- Лотар († сл. 1248), каноник в Св. Куниберт в Кьолн (fl. 1235/48)
- Цецилия (* ок. 1203; † сл. 1267), наследничка на Коберн, омъжена за Фридрих фон Нойербург († 17 март 1258) от странична линия на графовете на Вианден
- Юта († сл. 1253), монахиня в Андернах 1253
- Кунигунда († 10 ноември 1283), монахиня в Андернах (1253), абатиса на Св. Квирин, Нойс (1266 – 1283)
- Гертруда († 1255), монахиня в Св. Томас в Андернах